# Danggogae (metropolitana di Seul)
Danggogae (당고개역, Danggogae-yeok) è una stazione della metropolitana di Seul servita dalla linea 4 della metropolitana di Seul. Si trova nel quartiere di Nowon-gu, a nord rispetto al centro della città sudcoreana ed è l'attuale capolinea nord della linea 4, in attesa dell'apertura della linea Jinjeop che estenderà la linea ulteriormente verso nord-est.

## Linee
Seoul Metro
● Linea 4 (Codice: 409)

## Struttura
La stazione è realizzata su viadotto, con due banchine laterali al terzo piano e due binari passanti, protetti da porte di banchina a piena altezza. Sono presenti 2 aree tornelli al primo piano, e le uscite a livello strada sono 4 in totale.
| Binario capolinea | ● Linea 4 | solo discesa                                                  |
| Direzione centro  | ● Linea 4 | per Nowon, Chungmuro, Seul, Sadang, Geumjeong, Jungang e Oido |

## Stazioni adiacenti
| «         | Servizio | »       |
| Linea 4   | Linea 4  | Linea 4 |
| --------- | -------- | ------- |
| Capolinea | -        | Sanggye |